# زمین زرد
زمین زرد (انگلیسی: Yellow Earth) فیلمی در ژانر درام به کارگردانی چن کایگه است که در سال ۱۹۸۴ منتشر شد.